# Temporada 2020 del Campeonato Mundial de Superbikes
La temporada 2020 del Campeonato Mundial de Superbikes fue la 33.ª edición del Campeonato Mundial de Superbikes. Se inició el fin de semana del 29 de febrero al 1 de marzo de 2020 en el Circuito de Phillip Island y finalizó el fin de semana del 17 al 18 de octubre de 2020 en el Autódromo do Estoril después de 8 rondas y 24 carreras.
Jonathan Rea defendió su título con éxito por quinto año consecutivo, consiguió tal hazaña al terminar cuarto en la carrera 1 celebradá en el Autódromo do Estoril. Kawasaki también logró defender con éxito el título de constructores, gracias a los puntos sumados en la temporada por Jonathan Rea, Alex Lowes y Javier Forés, se impuso por un solo punto a Ducati.
En el campeonato de equipos, el Kawasaki Racing Team WorldSBK no pudo defender con éxito su título, fue vencido por el ARUBA.IT Racing - Ducati que se impuso gracias a los 578 puntos sumados por Scott Redding y Chaz Davies.

## Equipos y pilotos
| Parrilla 2020                                      | Parrilla 2020 | Parrilla 2020          | Parrilla 2020 | Parrilla 2020         | Parrilla 2020 |
| Equipo                                             | Constructor   | Moto                   | N.º           | Piloto                | Rondas        |
| -------------------------------------------------- | ------------- | ---------------------- | ------------- | --------------------- | ------------- |
| Kawasaki Racing Team WorldSBK                      | Kawasaki      | Kawasaki Ninja ZX-10RR | 1             | Jonathan Rea          | Todas         |
| Kawasaki Racing Team WorldSBK                      | Kawasaki      | Kawasaki Ninja ZX-10RR | 22            | Alex Lowes            | Todas         |
| Kawasaki Puccetti Racing                           | Kawasaki      | Kawasaki Ninja ZX-10RR | 12            | Javier Forés          | Todas         |
| Outdo Kawasaki TPR                                 | Kawasaki      | Kawasaki Ninja ZX-10RR | 11            | Sandro Cortese        | 1-3           |
| Outdo Kawasaki TPR                                 | Kawasaki      | Kawasaki Ninja ZX-10RR | 40            | Román Ramos           | 4-5           |
| Outdo Kawasaki TPR                                 | Kawasaki      | Kawasaki Ninja ZX-10RR | 53            | Valentin Debise       | 6-7           |
| Outdo Kawasaki TPR                                 | Kawasaki      | Kawasaki Ninja ZX-10RR | 84            | Loris Cresson         | 8             |
| Orelac Racing VerdNatura                           | Kawasaki      | Kawasaki Ninja ZX-10RR | 32            | Sheridan Morais       | 8             |
| Orelac Racing VerdNatura                           | Kawasaki      | Kawasaki Ninja ZX-10RR | 34            | Xavier Pinsach        | 7             |
| Orelac Racing VerdNatura                           | Kawasaki      | Kawasaki Ninja ZX-10RR | 77            | Maximilian Scheib     | 1-6           |
| ARUBA.IT Racing - Ducati                           | Ducati        | Ducati Panigale V4 R   | 7             | Chaz Davies           | Todas         |
| ARUBA.IT Racing - Ducati                           | Ducati        | Ducati Panigale V4 R   | 45            | Scott Redding         | Todas         |
| BARNI Racing Team                                  | Ducati        | Ducati Panigale V4 R   | 2             | Leon Camier           | 1             |
| BARNI Racing Team                                  | Ducati        | Ducati Panigale V4 R   | 33            | Marco Melandri        | 2-5           |
| BARNI Racing Team                                  | Ducati        | Ducati Panigale V4 R   | 71            | Matteo Ferrari        | 8             |
| BARNI Racing Team                                  | Ducati        | Ducati Panigale V4 R   | 97            | Samuele Cavalieri     | 6-7           |
| Team GoEleven Ducati                               | Ducati        | Ducati Panigale V4 R   | 21            | Michael Ruben Rinaldi | Todas         |
| Motocorsa Racing Ducati                            | Ducati        | Ducati Panigale V4 R   | 36            | Leandro Mercado       | 2-4, 6-8      |
| Motocorsa Racing Ducati                            | Ducati        | Ducati Panigale V4 R   | 71            | Matteo Ferrari        | 5             |
| Motocorsa Racing Ducati                            | Ducati        | Ducati Panigale V4 R   | 87            | Lorenzo Zanetti       | 6             |
| Brixx Performance Ducati                           | Ducati        | Ducati Panigale V4 R   | 20            | Sylvain Barrier       | 2-8           |
| Team HRC                                           | Honda         | Honda CBR1000RR-R SP   | 19            | Álvaro Bautista       | Todas         |
| Team HRC                                           | Honda         | Honda CBR1000RR-R SP   | 91            | Leon Haslam           | Todas         |
| MIE Racing Althea Honda Team MIE Racing Honda Team | Honda         | Honda CBR1000RR-R SP   | 13            | Takumi Takahashi      | Todas         |
| MIE Racing Althea Honda Team MIE Racing Honda Team | Honda         | Honda CBR1000RR-R SP   | 51            | Eric Granado          | 8             |
| MIE Racing Althea Honda Team MIE Racing Honda Team | Honda         | Honda CBR1000RR-R SP   | 63            | Lorenzo Gabellini     | 2-4           |
| MIE Racing Althea Honda Team MIE Racing Honda Team | Honda         | Honda CBR1000RR-R SP   | 81            | Jordi Torres          |               |
| BMW Motorrad WorldSBK Team                         | BMW           | BMW S1000RR            | 50            | Eugene Laverty        | Todas         |
| BMW Motorrad WorldSBK Team                         | BMW           | BMW S1000RR            | 66            | Tom Sykes             | Todas         |
| Pata Yamaha WorldSBK Team                          | Yamaha        | Yamaha YZF-R1          | 54            | Toprak Razgatlıoğlu   | Todas         |
| Pata Yamaha WorldSBK Team                          | Yamaha        | Yamaha YZF-R1          | 60            | Michael van der Mark  | Todas         |
| GRT Yamaha WorldSBK Junior Team                    | Yamaha        | Yamaha YZF-R1          | 31            | Garrett Gerloff       | Todas         |
| GRT Yamaha WorldSBK Junior Team                    | Yamaha        | Yamaha YZF-R1          | 64            | Federico Caricasulo   | Todas         |
| Ten Kate Racing – Yamaha                           | Yamaha        | Yamaha YZF-R1          | 76            | Loris Baz             | Todas         |
| Nuova M2 Racing                                    | Aprilia       | Aprilia RSV4 1000      | 23            | Christophe Ponsson    | 2-4           |
| Team Benovo Action by MGM Racing Yamaha            | Yamaha        | Yamaha YZF-R1          | 94            | Jonas Folger          | 6, 8          |

| Leyenda             | Leyenda |
| ------------------- | ------- |
| Piloto Titular      |         |
| Piloto Invitado     |         |
| Piloto de reemplazo |         |

### Cambios de equipos
- El MIE Racing y el Althea Racing Team disolvierón de mutuo acuerdo su acuerdo de colabboración que los unia desde 2019. A partir de la segunda ronda celebrada en Aragón el equipo pasara a ser el MIE Racing Honda Team contando con un único piloto que será el japonés Takumi Takahashi.[27]

### Cambios de pilotos
- El BARNI Racing Team rescindio el contrato que tenía con el británico Leon Camier debido a los problemas de este para recuperarse de una lesión en el hombro.[28] Su lugar en el equipo fue ocupado por el italiano Marco Melandri quien salió de su retiro ocurrido al final de la temporada 2019.[29]
- El MIE Racing Althea Honda Team rescindió de mutuo acuerdo el contrato de Jordi Torres uno de los pilotos del equipo para 2020[30] debido a que la agenda deportiva del piloto español no era compatible con el nuevo calendario. Su lugar en el equipo fue ocupado por el italiano Lorenzo Gabellini quien debutara en el campeonato.[31]
- Marco Melandri quien había vuelto de su retiro para correr con el BARNI Racing Team dejó el equipo y volvió al retiró después de no poder rendir sobre la Ducati Panigale V4 R.[32][33] Su lugar en el equipo fue ocupado por su compatriotta Samuele Cavalieri.

## Calendario
| Calendario 2020 | Calendario 2020 | Calendario 2020 | Calendario 2020                       | Calendario 2020   | Calendario 2020     | Calendario 2020       | Calendario 2020       | Calendario 2020                    | Calendario 2020 |
| Ronda           | Ronda           | País            | Circuito                              | Fecha             | Superpole           | Vuelta Rápida         | Piloto ganador        | Equipo ganador                     |                 |
| --------------- | --------------- | --------------- | ------------------------------------- | ----------------- | ------------------- | --------------------- | --------------------- | ---------------------------------- | --------------- |
| 1               | R1              | Australia       | Phillip Island Grand Prix Circuit     | 29 de febrero     | Tom Sykes           | Jonathan Rea          | Toprak Razgatlıoğlu   | Pata Yamaha WorldSBK Official Team |                 |
| 1               | CS              | Australia       | Phillip Island Grand Prix Circuit     | 1 de marzo        | Tom Sykes           | Scott Redding         | Jonathan Rea          | Kawasaki Racing Team WorldSBK      |                 |
| 1               | R2              | Australia       | Phillip Island Grand Prix Circuit     | 1 de marzo        |                     | Scott Redding         | Alex Lowes            | Kawasaki Racing Team WorldSBK      |                 |
| 2               | R1              | España          | Circuito de Jerez                     | 1 de agosto       | Scott Redding       | Jonathan Rea          | Scott Redding         | ARUBA.IT Racing - Ducati           |                 |
| 2               | CS              | España          | Circuito de Jerez                     | 2 de agosto       | Scott Redding       | Jonathan Rea          | Jonathan Rea          | Kawasaki Racing Team WorldSBK      |                 |
| 2               | R2              | España          | Circuito de Jerez                     | 2 de agosto       |                     | Scott Redding         | Scott Redding         | ARUBA.IT Racing - Ducati           |                 |
| 3               | R1              | Portugal        | Algarve International Circuit         | 8 de agosto       | Jonathan Rea        | Jonathan Rea          | Jonathan Rea          | Kawasaki Racing Team WorldSBK      |                 |
| 3               | CS              | Portugal        | Algarve International Circuit         | 9 de agosto       | Jonathan Rea        | Jonathan Rea          | Jonathan Rea          | Kawasaki Racing Team WorldSBK      |                 |
| 3               | R2              | Portugal        | Algarve International Circuit         | 9 de agosto       |                     | Jonathan Rea          | Jonathan Rea          | Kawasaki Racing Team WorldSBK      |                 |
| 4               | R1              | España          | Motorland Aragón                      | 29 de agosto      | Jonathan Rea        | Chaz Davies           | Scott Redding         | ARUBA.IT Racing - Ducati           |                 |
| 4               | CS              | España          | Motorland Aragón                      | 30 de agosto      | Jonathan Rea        | Jonathan Rea          | Jonathan Rea          | Kawasaki Racing Team WorldSBK      |                 |
| 4               | R2              | España          | Motorland Aragón                      | 30 de agosto      |                     | Jonathan Rea          | Jonathan Rea          | Kawasaki Racing Team WorldSBK      |                 |
| 5               | R1              | España          | Motorland Aragón                      | 5 de septiembre   | Jonathan Rea        | Michael Ruben Rinaldi | Michael Ruben Rinaldi | Team GoEleven Ducati               |                 |
| 5               | CS              | España          | Motorland Aragón                      | 6 de septiembre   | Jonathan Rea        | Alex Lowes            | Scott Redding         | ARUBA.IT Racing - Ducati           |                 |
| 5               | R2              | España          | Motorland Aragón                      | 6 de septiembre   |                     | Michael Ruben Rinaldi | Jonathan Rea          | Kawasaki Racing Team WorldSBK      |                 |
| 6               | R1              | España          | Circuit de Barcelona-Catalunya        | 19 de septiembre  | Jonathan Rea        | Jonathan Rea          | Jonathan Rea          | Kawasaki Racing Team WorldSBK      |                 |
| 6               | CS              | España          | Circuit de Barcelona-Catalunya        | 20 de septiembre  | Jonathan Rea        | Álvaro Bautista       | Michael van der Mark  | Pata Yamaha WorldSBK Official Team |                 |
| 6               | R2              | España          | Circuit de Barcelona-Catalunya        | 20 de septiembre  |                     | Chaz Davies           | Chaz Davies           | ARUBA.IT Racing - Ducati           |                 |
| 7               | R1              | Francia         | Circuit de Nevers Magny-Cours         | 3 de octubre      | Eugene Laverty      | Jonathan Rea          | Jonathan Rea          | Kawasaki Racing Team WorldSBK      |                 |
| 7               | CS              | Francia         | Circuit de Nevers Magny-Cours         | 4 de octubre      | Eugene Laverty      | Jonathan Rea          | Jonathan Rea          | Kawasaki Racing Team WorldSBK      |                 |
| 7               | R2              | Francia         | Circuit de Nevers Magny-Cours         | 4 de octubre      |                     | Loris Baz             | Scott Redding         | ARUBA.IT Racing - Ducati           |                 |
| 8               | R1              | Portugal        | Autódromo do Estoril                  | 17 de octubre     | Toprak Razgatlıoğlu | Michael van der Mark  | Toprak Razgatlıoğlu   | Pata Yamaha WorldSBK Official Team |                 |
| 8               | CS              | Portugal        | Autódromo do Estoril                  | 18 de octubre     | Toprak Razgatlıoğlu | Toprak Razgatlıoğlu   | Toprak Razgatlıoğlu   | Pata Yamaha WorldSBK Official Team |                 |
| 8               | R2              | Portugal        | Autódromo do Estoril                  | 18 de octubre     |                     | Chaz Davies           | Chaz Davies           | ARUBA.IT Racing - Ducati           |                 |
|                 | R1              | Italia          | Misano World Circuit Marco Simoncelli | Carrera Cancelada | Carrera Cancelada   | Carrera Cancelada     | Carrera Cancelada     | Carrera Cancelada                  |                 |
| CS              |                 | Italia          | Misano World Circuit Marco Simoncelli | Carrera Cancelada | Carrera Cancelada   | Carrera Cancelada     | Carrera Cancelada     | Carrera Cancelada                  |                 |
| R2              |                 | Italia          | Misano World Circuit Marco Simoncelli | Carrera Cancelada | Carrera Cancelada   | Carrera Cancelada     | Carrera Cancelada     | Carrera Cancelada                  |                 |
|                 | R1              | Argentina       | Circuito San Juan Villicum            | Carrera Cancelada | Carrera Cancelada   | Carrera Cancelada     | Carrera Cancelada     | Carrera Cancelada                  |                 |
| CS              |                 | Argentina       | Circuito San Juan Villicum            | Carrera Cancelada | Carrera Cancelada   | Carrera Cancelada     | Carrera Cancelada     | Carrera Cancelada                  |                 |
| R2              |                 | Argentina       | Circuito San Juan Villicum            | Carrera Cancelada | Carrera Cancelada   | Carrera Cancelada     | Carrera Cancelada     | Carrera Cancelada                  |                 |
|                 | R1              | Reino Unido     | Donington Park                        | Carrera Cancelada | Carrera Cancelada   | Carrera Cancelada     | Carrera Cancelada     | Carrera Cancelada                  |                 |
| CS              |                 | Reino Unido     | Donington Park                        | Carrera Cancelada | Carrera Cancelada   | Carrera Cancelada     | Carrera Cancelada     | Carrera Cancelada                  |                 |
| R2              |                 | Reino Unido     | Donington Park                        | Carrera Cancelada | Carrera Cancelada   | Carrera Cancelada     | Carrera Cancelada     | Carrera Cancelada                  |                 |
|                 | R1              | Países Bajos    | TT Circuit Assen                      | Carrera Cancelada | Carrera Cancelada   | Carrera Cancelada     | Carrera Cancelada     | Carrera Cancelada                  |                 |
| CS              |                 | Países Bajos    | TT Circuit Assen                      | Carrera Cancelada | Carrera Cancelada   | Carrera Cancelada     | Carrera Cancelada     | Carrera Cancelada                  |                 |
| R2              |                 | Países Bajos    | TT Circuit Assen                      | Carrera Cancelada | Carrera Cancelada   | Carrera Cancelada     | Carrera Cancelada     | Carrera Cancelada                  |                 |
|                 | R1              | Catar           | Losail International Circuit          | Carrera Cancelada | Carrera Cancelada   | Carrera Cancelada     | Carrera Cancelada     | Carrera Cancelada                  |                 |
| CS              |                 | Catar           | Losail International Circuit          | Carrera Cancelada | Carrera Cancelada   | Carrera Cancelada     | Carrera Cancelada     | Carrera Cancelada                  |                 |
| R2              |                 | Catar           | Losail International Circuit          | Carrera Cancelada | Carrera Cancelada   | Carrera Cancelada     | Carrera Cancelada     | Carrera Cancelada                  |                 |
| -               | R1              | Italia          | Autodromo Enzo e Dino Ferrari         | Carrera Cancelada | Carrera Cancelada   | Carrera Cancelada     | Carrera Cancelada     | Carrera Cancelada                  |                 |
| -               | CS              | Italia          | Autodromo Enzo e Dino Ferrari         | Carrera Cancelada | Carrera Cancelada   | Carrera Cancelada     | Carrera Cancelada     | Carrera Cancelada                  |                 |
| -               | R2              | Italia          | Autodromo Enzo e Dino Ferrari         | Carrera Cancelada | Carrera Cancelada   | Carrera Cancelada     | Carrera Cancelada     | Carrera Cancelada                  |                 |
| -               | R1              | Alemania        | Motorsport Arena Oschersleben         | Carrera Cancelada | Carrera Cancelada   | Carrera Cancelada     | Carrera Cancelada     | Carrera Cancelada                  |                 |
| -               | CS              | Alemania        | Motorsport Arena Oschersleben         | Carrera Cancelada | Carrera Cancelada   | Carrera Cancelada     | Carrera Cancelada     | Carrera Cancelada                  |                 |
| -               | R2              | Alemania        | Motorsport Arena Oschersleben         | Carrera Cancelada | Carrera Cancelada   | Carrera Cancelada     | Carrera Cancelada     | Carrera Cancelada                  |                 |

### Cambios en el calendario debido al COVID-19
- La ronda de España en Jerez debía realizarse originalmente del 27 al 29 de marzo de 2020. Se pospuso para el 31 de julio al 2 de agosto en respuesta a la Pandemia de COVID-19.[36]
- La ronda de España en Aragón debía realizarse originalmente del 22 al 24 de mayo de 2020. Se pospuso para el 28 al 30 de agosto en respuesta a la Pandemia de COVID-19.[37]
- La ronda de Francia debía realizarse originalmente del 25 al 27 de septiembre de 2020. Se pospuso para el 2 al 4 de octubre en respuesta a la Pandemia de COVID-19.
- La ronda de Italia en Misano debía realizarse originalmente del 12 al 14 de junio de 2020. Fue cancelada en respuesta a la Pandemia de COVID-19.[38]
- La ronda de los Países Bajos debía realizarse originalmente del 17 al 19 de abril de 2020. Fue cancelada en respuesta a la Pandemia de COVID-19.[39]
- La ronda de Gran Bretaña debía realizarse originalmente del 3 al 5 de julio de 2020. Fue cancelada en respuesta a la Pandemia de COVID-19.[39]
- La ronda de Catar debía realizarse originalmente del 13 al 15 de marzo de 2020. Fue cancelada en respuesta a la Pandemia de COVID-19.[39]
- La ronda de Italia en Imola debía realizarse originalmente del 8 al 10 de mayo de 2020. Fue cancelada en respuesta a la Pandemia de COVID-19.[37]
- La ronda de Alemania debía realizarse originalmente del 31 de julio al 2 de agosto de 2020. Fue cancelada en respuesta a la Pandemia de COVID-19.[36]
- La ronda de Argentina debía realizarse originalmente del 9 al 11 de octubre de 2020. Fue cancelada en respuesta a la Pandemia de COVID-19.[40]
- Una segunda ronda en Portugal fue incorporada al calendario cubriendo la baja de Misano. Se celebrará el fin de semana del 17 al 18 de octubre de 2020 en el Autódromo do Estoril.[41]

## Resultados

### Sistema de puntuación
Sistema de Puntuación desde 2019 en adelante:
| Posición          | 1.º | 2.º | 3.º | 4.º | 5.º | 6.º | 7.º | 8.º | 9.º | 10.º | 11.º | 12.º | 13.º | 14.º | 15.º |
| Carrera 1 y 2     | 25  | 20  | 16  | 13  | 11  | 10  | 9   | 8   | 7   | 6    | 5    | 4    | 3    | 2    | 1    |
| Carrera Superpole | 12  | 9   | 7   | 6   | 5   | 4   | 3   | 2   | 1   |      |      |      |      |      |      |

### Campeonato de Pilotos
| Pos. | Piloto                | Moto     | PHI | PHI | PHI | JER | JER | JER | POR | POR | POR | ARA | ARA | ARA | ARA | ARA | ARA | BAR | BAR | BAR | MAG | MAG | MAG | EST | EST | EST | Puntos |
| Pos. | Piloto                | Moto     | R1  | CS  | R2  | R1  | CS  | R2  | R1  | CS  | R2  | R1  | CS  | R2  | R1  | CS  | R2  | R1  | CS  | R2  | R1  | CS  | R2  | R1  | CS  | R2  | Puntos |
| ---- | --------------------- | -------- | --- | --- | --- | --- | --- | --- | --- | --- | --- | --- | --- | --- | --- | --- | --- | --- | --- | --- | --- | --- | --- | --- | --- | --- | ------ |
| 1    | Jonathan Rea          | Kawasaki | Ret | 1   | 2   | 2   | 1   | 6   | 1   | 1   | 1   | 3   | 1   | 1   | 2   | 2   | 1   | 1   | 2   | 4   | 1   | 1   | 4   | 4   | 5   | 14  | 360    |
| 2    | Scott Redding         | Ducati   | 3   | 3   | 3   | 1   | 2   | 1   | 7   | 5   | 2   | 1   | 2   | 4   | Ret | 1   | 3   | 2   | 8   | 6   | 5   | 4   | 1   | Ret | 6   | 2   | 305    |
| 3    | Chaz Davies           | Ducati   | 8   | 13  | 5   | 4   | 5   | 2   | 11  | Ret | 4   | 2   | 5   | 2   | 3   | 5   | Ret | 3   | 4   | 1   | 4   | 5   | 3   | 2   | 4   | 1   | 273    |
| 4    | Toprak Razgatlıoğlu   | Yamaha   | 1   | 2   | Ret | 3   | Ret | 3   | 2   | 2   | 8   | 6   | 7   | 8   | 5   | 7   | 7   | 6   | DNS | DNS | 6   | 9   | 9   | 1   | 1   | 3   | 228    |
| 5    | Michael van der Mark  | Yamaha   | 4   | 5   | 4   | Ret | 3   | 7   | 3   | 7   | 3   | 5   | 3   | 6   | 4   | 10  | 6   | 4   | 1   | 2   | 9   | 3   | 5   | Ret | 3   | 4   | 223    |
| 6    | Alex Lowes            | Kawasaki | 2   | 4   | 1   | 9   | 7   | 5   | 4   | 4   | Ret | Ret | 6   | 9   | 6   | 6   | 5   | 9   | 7   | 8   | 3   | 2   | 7   | 6   | Ret | Ret | 189    |
| 7    | Michael Ruben Rinaldi | Ducati   | 10  | 9   | NC  | 6   | 11  | 4   | 5   | 8   | 6   | 4   | 8   | 5   | 1   | 3   | 2   | 7   | 6   | Ret | 7   | 7   | 6   | 7   | 9   | 6   | 186    |
| 8    | Loris Baz             | Yamaha   | 7   | 7   | 8   | 5   | 4   | 17  | 6   | 3   | Ret | 7   | 9   | Ret | 12  | 11  | 8   | 14  | 3   | 10  | 2   | 6   | 2   | 9   | Ret | Ret | 142    |
| 9    | Álvaro Bautista       | Honda    | 6   | 16  | 6   | 7   | 10  | 8   | 9   | 11  | 5   | Ret | 4   | 3   | Ret | 4   | Ret | 5   | Ret | Ret | 12  | 14  | 15  | 17  | 7   | 5   | 113    |
| 10   | Leon Haslam           | Honda    | 5   | 8   | 12  | 10  | 9   | 12  | 12  | 9   | 13  | 10  | 10  | 7   | 7   | 8   | 4   | 10  | Ret | 9   | Ret | 11  | 13  | 5   | 8   | 7   | 113    |
| 11   | Garrett Gerloff       | Yamaha   | 14  | DNS | DNS | 11  | 8   | 10  | 14  | 10  | 11  | Ret | 13  | 10  | 11  | 13  | 10  | 8   | 5   | 3   | Ret | 8   | 8   | 3   | 2   | Ret | 103    |
| 12   | Tom Sykes             | BMW      | 9   | 6   | 10  | NC  | 6   | 11  | 8   | 6   | 7   | Ret | 15  | 12  | 10  | 9   | Ret | Ret | 9   | 5   | Ret | 20  | 10  | 10  | 11  | 10  | 88     |
| 13   | Javier Forés          | Kawasaki | Ret | 12  | 11  | 13  | 12  | 13  | 13  | 13  | Ret | 8   | 12  | 11  | 13  | 16  | 13  | 13  | 12  | 15  | 8   | 12  | Ret | 8   | 10  | 8   | 61     |
| 14   | Federico Caricasulo   | Yamaha   | 12  | 14  | Ret | Ret | 16  | 16  | 15  | 12  | 9   | 9   | 11  | 13  | 9   | 12  | 9   | 15  | Ret | 12  | 11  | Ret | 11  | Ret | 12  | 9   | 58     |
| 15   | Eugene Laverty        | BMW      | 11  | DNS | DNS | 15  | 13  | Ret | 10  | 20  | 12  | 16  | 16  | 14  | 8   | 14  | 11  | 11  | 11  | 7   | Ret | 15  | 14  | 12  | 16  | 12  | 55     |
| 16   | Leandro Mercado       | Ducati   |     |     |     | Ret | 17  | 15  | 16  | 14  | 10  | 11  | Ret | DNS |     |     |     | WD  | WD  | WD  | 10  | 10  | Ret | 13  | 14  | 13  | 24     |
| 17   | Marco Melandri        | Ducati   |     |     |     | 8   | 18  | 9   | 17  | 15  | 14  | 14  | 17  | Ret | Ret | 17  | 12  |     |     |     |     |     |     |     |     |     | 23     |
| 18   | Jonas Folger          | Yamaha   |     |     |     |     |     |     |     |     |     |     |     |     |     |     |     | 12  | 10  | 11  |     |     |     | 11  | 13  | 11  | 19     |
| 19   | Sandro Cortese        | Kawasaki | 13  | 11  | 9   | 14  | 14  | 14  | Ret | DNS | DNS |     |     |     |     |     |     |     |     |     |     |     |     |     |     |     | 14     |
| 20   | Sylvain Barrier       | Ducati   |     |     |     | 16  | 21  | Ret | 18  | 16  | 15  | 12  | 18  | 16  | Ret | 19  | Ret | 18  | 15  | Ret | 13  | 13  | 12  | DNS | DNS | DNS | 12     |
| 21   | Maximilian Scheib     | Kawasaki | 15  | 10  | 7   | Ret | 15  | 18  | 21  | Ret | Ret | Ret | 14  | 15  | 16  | 15  | Ret | DNS | DNS | DNS |     |     |     |     |     |     | 11     |
| 22   | Takumi Takahashi      | Honda    | Ret | 15  | Ret | 18  | 22  | Ret | 19  | 19  | 18  | 15  | 20  | 18  | 15  | 21  | 16  | 19  | 16  | 14  | 17  | 19  | 18  | 14  | 17  | 17  | 6      |
| 23   | Matteo Ferrari        | Ducati   |     |     |     |     |     |     |     |     |     |     |     |     | 14  | 18  | 14  |     |     |     |     |     |     | Ret | 15  | 15  | 5      |
| 24   | Christophe Ponsson    | Aprilia  |     |     |     | 12  | 19  | Ret | Ret | 17  | 16  | Ret | NC  | 17  |     |     |     |     |     |     |     |     |     |     |     |     | 4      |
| 25   | Román Ramos           | Kawasaki |     |     |     |     |     |     |     |     |     | 13  | 19  | Ret | Ret | 20  | 15  |     |     |     |     |     |     |     |     |     | 4      |
| 26   | Lorenzo Zanetti       | Ducati   |     |     |     |     |     |     |     |     |     |     |     |     |     |     |     | 17  | 13  | 13  |     |     |     |     |     |     | 3      |
| 27   | Valentin Debise       | Kawasaki |     |     |     |     |     |     |     |     |     |     |     |     |     |     |     | 20  | 14  | Ret | 14  | 16  | 17  |     |     |     | 2      |
| 28   | Eric Granado          | Honda    |     |     |     |     |     |     |     |     |     |     |     |     |     |     |     |     |     |     |     |     |     | 15  | 18  | 16  | 1      |
| 29   | Xavier Pinsach        | Kawasaki |     |     |     |     |     |     |     |     |     |     |     |     |     |     |     |     |     |     | 15  | 18  | Ret |     |     |     | 1      |
|      | Samuele Cavalieri     | Ducati   |     |     |     |     |     |     |     |     |     |     |     |     |     |     |     | 16  | Ret | Ret | 16  | 17  | 16  |     |     |     | 0      |
|      | Sheridan Morais       | Kawasaki |     |     |     |     |     |     |     |     |     |     |     |     |     |     |     |     |     |     |     |     |     | 16  | 19  | 18  | 0      |
|      | Lorenzo Gabellini     | Honda    |     |     |     | 17  | 20  | 19  | 20  | 18  | 17  | 17  | 21  | 19  |     |     |     |     |     |     |     |     |     |     |     |     | 0      |
|      | Loris Cresson         | Kawasaki |     |     |     |     |     |     |     |     |     |     |     |     |     |     |     |     |     |     |     |     |     | 18  | 20  | 19  | 0      |
|      | Leon Camier           | Ducati   | DNS | DNS | DNS |     |     |     |     |     |     |     |     |     |     |     |     |     |     |     |     |     |     |     |     |     | 0      |
| Pos. | Piloto                | Moto     | PHI | PHI | PHI | JER | JER | JER | POR | POR | POR | ARA | ARA | ARA | ARA | ARA | ARA | BAR | BAR | BAR | MAG | MAG | MAG | EST | EST | EST | Puntos |

| Color     | Resultado                                                               |
| --------- | ----------------------------------------------------------------------- |
| Oro       | Ganador                                                                 |
| Plata     | 2.ª plaza                                                               |
| Bronce    | 3.ª plaza                                                               |
| Verde     | Finalizó en los puntos                                                  |
| Azul      | Finalizó sin puntos                                                     |
| Azul      | NC - No clasificado                                                     |
| Violeta   | Ret - No terminó (Carrera)                                              |
| Rojo      | DNQ - No se clasificó                                                   |
| Negro     | DSQ - Descalificado                                                     |
| Blanco    | DNS - No empezó (carrera)                                               |
| Blanco    | WD - Retirado (fin de semana)                                           |
| Blanco    | C - Carrera cancelada                                                   |
| Sin color | DNP - Inscrito pero no participó                                        |
| Sin color | INJ - Lesionado                                                         |
| Sin color | EX - Excluido                                                           |
| Estado    | Resultado                                                               |
| Negrita   | Pole position                                                           |
| Cursiva   | Vuelta rápida                                                           |
| †         | Abandona, pero clasifica al completar el porcentaje requerido para ello |

### Campeonato de Constructores
| Pos. | Constructor | PHI | PHI | PHI | JER | JER | JER | POR | POR | POR | ARA | ARA | ARA | ARA | ARA | ARA | BAR | BAR | BAR | MAG | MAG | MAG | EST | EST | EST | Puntos |
| Pos. | Constructor | R1  | CS  | R2  | R1  | CS  | R2  | R1  | CS  | R2  | R1  | CS  | R2  | R1  | CS  | R2  | R1  | CS  | R2  | R1  | CS  | R2  | R1  | CS  | R2  | Puntos |
| ---- | ----------- | --- | --- | --- | --- | --- | --- | --- | --- | --- | --- | --- | --- | --- | --- | --- | --- | --- | --- | --- | --- | --- | --- | --- | --- | ------ |
| 1    | Kawasaki    | 2   | 1   | 1   | 2   | 1   | 5   | 1   | 1   | 1   | 3   | 1   | 1   | 2   | 2   | 1   | 1   | 2   | 4   | 1   | 1   | 4   | 4   | 5   | 8   | 392    |
| 2    | Ducati      | 3   | 3   | 3   | 1   | 2   | 1   | 5   | 5   | 2   | 1   | 2   | 2   | 1   | 1   | 2   | 2   | 4   | 1   | 4   | 4   | 1   | 2   | 4   | 1   | 391    |
| 3    | Yamaha      | 1   | 2   | 4   | 3   | 3   | 3   | 2   | 2   | 3   | 5   | 3   | 6   | 4   | 7   | 6   | 4   | 1   | 2   | 2   | 3   | 2   | 1   | 1   | 3   | 330    |
| 4    | Honda       | 5   | 8   | 6   | 7   | 9   | 8   | 9   | 9   | 5   | 10  | 4   | 3   | 7   | 4   | 4   | 5   | 16  | 9   | 12  | 11  | 13  | 5   | 7   | 5   | 166    |
| 5    | BMW         | 9   | 6   | 10  | 15  | 6   | 11  | 8   | 6   | 7   | 16  | 15  | 12  | 8   | 9   | 11  | 11  | 9   | 5   | Ret | 15  | 10  | 10  | 11  | 10  | 101    |
| 6    | Aprilia     |     |     |     | 12  | 19  | Ret | Ret | 17  | 16  | Ret | NC  | 17  |     |     |     |     |     |     |     |     |     |     |     |     | 4      |
| Pos. | Constructor | PHI | PHI | PHI | JER | JER | JER | POR | POR | POR | ARA | ARA | ARA | ARA | ARA | ARA | BAR | BAR | BAR | MAG | MAG | MAG | EST | EST | EST | Puntos |

### Campeonato de Equipos
| Pos. | Equipo                                  | N.º | PHI | PHI | PHI | JER | JER | JER | POR | POR | POR | ARA | ARA | ARA | ARA | ARA | ARA | BAR | BAR | BAR | MAG | MAG | MAG | EST | EST | EST | Puntos |
| Pos. | Equipo                                  | N.º | R1  | CS  | R2  | R1  | CS  | R2  | R1  | CS  | R2  | R1  | CS  | R2  | R1  | CS  | R2  | R1  | CS  | R2  | R1  | CS  | R2  | R1  | CS  | R2  | Puntos |
| ---- | --------------------------------------- | --- | --- | --- | --- | --- | --- | --- | --- | --- | --- | --- | --- | --- | --- | --- | --- | --- | --- | --- | --- | --- | --- | --- | --- | --- | ------ |
| 1    | ARUBA.IT Racing - Ducati                | 7   | 8   | 13  | 5   | 4   | 5   | 2   | 11  | Ret | 4   | 2   | 5   | 2   | 3   | 5   | Ret | 3   | 4   | 1   | 4   | 5   | 3   | 2   | 4   | 1   | 578    |
| 1    | ARUBA.IT Racing - Ducati                | 45  | 3   | 3   | 3   | 1   | 2   | 1   | 7   | 5   | 2   | 1   | 2   | 4   | Ret | 1   | 3   | 2   | 8   | 6   | 5   | 4   | 1   | Ret | 6   | 2   | 578    |
| 2    | Kawasaki Racing Team WorldSBK           | 1   | Ret | 1   | 2   | 2   | 1   | 6   | 1   | 1   | 1   | 3   | 1   | 1   | 2   | 2   | 1   | 1   | 2   | 4   | 1   | 1   | 4   | 4   | 5   | 14  | 549    |
| 2    | Kawasaki Racing Team WorldSBK           | 22  | 2   | 4   | 1   | 9   | 7   | 5   | 4   | 4   | Ret | Ret | 6   | 9   | 6   | 6   | 5   | 9   | 7   | 8   | 3   | 2   | 7   | 6   | Ret | Ret | 549    |
| 3    | Pata Yamaha WorldSBK Official Team      | 54  | 1   | 2   | Ret | 3   | Ret | 3   | 2   | 2   | 8   | 6   | 7   | 8   | 5   | 7   | 7   | 6   | DNS | DNS | 6   | 9   | 9   | 1   | 1   | 3   | 451    |
| 3    | Pata Yamaha WorldSBK Official Team      | 60  | 4   | 5   | 4   | Ret | 3   | 7   | 3   | 7   | 3   | 5   | 3   | 6   | 4   | 10  | 6   | 4   | 1   | 2   | 9   | 3   | 5   | Ret | 3   | 4   | 451    |
| 4    | Team HRC                                | 19  | 6   | 16  | 6   | 7   | 10  | 8   | 9   | 11  | 5   | Ret | 4   | 3   | Ret | 4   | Ret | 5   | Ret | Ret | 12  | 14  | 15  | 17  | 7   | 5   | 226    |
| 4    | Team HRC                                | 91  | 5   | 8   | 12  | 10  | 9   | 12  | 12  | 9   | 13  | 10  | 10  | 7   | 7   | 8   | 4   | 10  | Ret | 9   | Ret | 11  | 13  | 5   | 8   | 7   | 226    |
| 5    | Team GoEleven Ducati                    | 21  | 10  | 9   | NC  | 6   | 11  | 4   | 5   | 8   | 6   | 4   | 8   | 5   | 1   | 3   | 2   | 7   | 6   | Ret | 7   | 7   | 6   | 7   | 9   | 6   | 186    |
| 6    | GRT Yamaha WorldSBK Junior Team         | 31  | 14  | DNS | DNS | 11  | 8   | 10  | 14  | 10  | 11  | Ret | 13  | 10  | 11  | 13  | 10  | 8   | 5   | 3   | Ret | 8   | 8   | 3   | 2   | Ret | 161    |
| 6    | GRT Yamaha WorldSBK Junior Team         | 64  | 12  | 14  | Ret | Ret | 16  | 16  | 15  | 12  | 9   | 9   | 11  | 13  | 9   | 12  | 9   | 15  | Ret | 12  | 11  | Ret | 11  | Ret | 12  | 9   | 161    |
| 7    | BMW Motorrad WorldSBK Team              | 50  | 11  | DNS | DNS | 15  | 13  | Ret | 10  | 20  | 12  | 16  | 16  | 14  | 8   | 14  | 11  | 11  | 11  | 7   | Ret | 15  | 14  | 12  | 16  | 12  | 143    |
| 7    | BMW Motorrad WorldSBK Team              | 66  | 9   | 6   | 10  | NC  | 6   | 11  | 8   | 6   | 7   | Ret | 15  | 12  | 10  | 9   | Ret | Ret | 9   | 5   | Ret | 20  | 10  | 10  | 11  | 10  | 143    |
| 8    | Ten Kate Racing – Yamaha                | 76  | 7   | 7   | 8   | 5   | 4   | 17  | 6   | 3   | Ret | 7   | 9   | Ret | 12  | 11  | 8   | 14  | 3   | 10  | 2   | 6   | 2   | 9   | Ret | Ret | 142    |
| 9    | Kawasaki Puccetti Racing                | 12  | Ret | 12  | 11  | 13  | 12  | 13  | 13  | 13  | Ret | 8   | 12  | 11  | 13  | 16  | 13  | 13  | 12  | 15  | 8   | 12  | Ret | 8   | 10  | 8   | 61     |
| 10   | Motocorsa Racing                        | 36  |     |     |     | Ret | 17  | 15  | 16  | 14  | 10  | 11  | Ret | DNS |     |     |     | WD  | WD  | WD  | 10  | 10  | Ret | 13  | 14  | 13  | 31     |
| 10   | Motocorsa Racing                        | 71  |     |     |     |     |     |     |     |     |     |     |     |     | 14  | 18  | 14  |     |     |     |     |     |     |     |     |     | 31     |
| 10   | Motocorsa Racing                        | 87  |     |     |     |     |     |     |     |     |     |     |     |     |     |     |     | 17  | 13  | 13  |     |     |     |     |     |     | 31     |
| 11   | BARNI Racing Team                       | 2   | DNS | DNS | DNS |     |     |     |     |     |     |     |     |     |     |     |     |     |     |     |     |     |     |     |     |     | 24     |
| 11   | BARNI Racing Team                       | 33  |     |     |     | 8   | 18  | 9   | 17  | 15  | 14  | 14  | 17  | Ret | Ret | 17  | 12  |     |     |     |     |     |     |     |     |     | 24     |
| 11   | BARNI Racing Team                       | 71  |     |     |     |     |     |     |     |     |     |     |     |     |     |     |     |     |     |     |     |     |     | Ret | 15  | 15  | 24     |
| 11   | BARNI Racing Team                       | 97  |     |     |     |     |     |     |     |     |     |     |     |     |     |     |     | 16  | Ret | Ret | 16  | 17  | 16  |     |     |     | 24     |
| 12   | OUTDO Kawasaki TPR                      | 11  | 13  | 11  | 9   | 14  | 14  | 14  | Ret |     |     |     |     |     |     |     |     |     |     |     |     |     |     |     |     |     | 20     |
| 12   | OUTDO Kawasaki TPR                      | 40  |     |     |     |     |     |     |     |     |     | 13  | 19  | Ret | Ret | 20  | 15  |     |     |     |     |     |     |     |     |     | 20     |
| 12   | OUTDO Kawasaki TPR                      | 53  |     |     |     |     |     |     |     |     |     |     |     |     |     |     |     | 20  | 14  | Ret | 14  | 16  | 17  |     |     |     | 20     |
| 12   | OUTDO Kawasaki TPR                      | 84  |     |     |     |     |     |     |     |     |     |     |     |     |     |     |     |     |     |     |     |     |     | 18  | 20  | 19  | 20     |
| 13   | Team Benovo Action by MGM Racing Yamaha | 94  |     |     |     |     |     |     |     |     |     |     |     |     |     |     |     | 12  | 10  | 11  |     |     |     | 11  | 13  | 11  | 19     |
| 14   | Orelac Racing VerdNatura                | 32  |     |     |     |     |     |     |     |     |     |     |     |     |     |     |     |     |     |     |     |     |     | 16  | 19  | 18  | 12     |
| 14   | Orelac Racing VerdNatura                | 34  |     |     |     |     |     |     |     |     |     |     |     |     |     |     |     |     |     |     | 15  | 18  | Ret |     |     |     | 12     |
| 14   | Orelac Racing VerdNatura                | 77  | 15  | 10  | 7   | Ret | 15  | 18  | 21  | Ret | Ret | Ret | 14  | 15  | 16  | 15  | Ret | DNS | DNS | DNS |     |     |     |     |     |     | 12     |
| 15   | Brixx Performance                       | 20  |     |     |     | 16  | 21  | Ret | 18  | 16  | 15  | 12  | 18  | 16  | Ret | 19  | Ret | 18  | 15  | Ret | 13  | 13  | 12  | DNS | DNS | DNS | 12     |
| 16   | MIE Racing Honda Team                   | 13  | Ret | 15  | Ret | 18  | 22  | Ret | 19  | 19  | 18  | 15  | 20  | 18  | 15  | 21  | 16  | 19  | 16  | 14  | 17  | 19  | 18  | 14  | 17  | 17  | 7      |
| 16   | MIE Racing Honda Team                   | 51  |     |     |     |     |     |     |     |     |     |     |     |     |     |     |     |     |     |     |     |     |     | 15  | 18  | 16  | 7      |
| 16   | MIE Racing Honda Team                   | 63  |     |     |     | 17  | 20  | 19  | 20  | 18  | 17  | 17  | 21  | 19  |     |     |     |     |     |     |     |     |     |     |     |     | 7      |
| 17   | Nuova M2 Racing                         | 23  |     |     |     | 12  | 19  | Ret | Ret | 17  | 16  | Ret | NC  | 17  |     |     |     |     |     |     |     |     |     |     |     |     | 4      |
| Pos. | Equipo                                  | N.º | PHI | PHI | PHI | JER | JER | JER | POR | POR | POR | ARA | ARA | ARA | ARA | ARA | ARA | BAR | BAR | BAR | MAG | MAG | MAG | EST | EST | EST | Puntos |